# Großer Heuberg (Landschaftsschutzgebiet)
Das Gebiet Großer Heuberg ist ein vom Landratsamt Zollernalbkreis am 27. Juni 1984 durch Verordnung ausgewiesenes Landschaftsschutzgebiet auf dem Gebiet der Städte Balingen und Meßstetten und der Gemeinden Hausen am Tann, Dotternhausen, Obernheim und Nusplingen im Zollernalbkreis.

## Lage
Das Landschaftsschutzgebiet Großer Heuberg umfasst nahezu die gesamten Gemeindeflächen von Nusplingen, Obernheim, Hausen am Tann und Meßstetten abzüglich der Ortslagen, der Naturschutzgebiete und des Truppenübungsplatzes Heuberg sowie Teile der Gemeindeflächen von Balingen und Dotternhausen. Die höchste Erhebung befindet sich auf dem Plettenberg mit 1001,6 m ü. NN, der niedrigste Punkt bei 698 m ü. NN an der Bära. Das Gebiet gehört größtenteils zum Naturraum Hohe Schwabenalb.

## Schutzzweck
Der wesentliche Schutzzweck ist laut Schutzgebietsverordnung „die Erhaltung und Pflege dieser Landschaft, die dank ihres einmaligen Reliefs, ihrer typischen Oberflächenstruktur und der relativ geringen Bevölkerungsdichte ein äußerst abwechslungsreiches Bild seltener Vielfalt und Schönheit aufweist und weite naturhafte Räume mit bemerkenswerter Vegetation und Fauna enthält, was sie insgesamt zu einem ökologischen Ausgleichsraum sowie zu einem Nah- und Ferienerholungsgebiet von hohem Rang macht.“

## Landschaftscharakter
Bei dem Gebiet handelt es sich um einen repräsentativen Ausschnitt der Hohen Schwabenalb. Große Teile des Gebiets, insbesondere die Hanglagen und Kuppen, sind bewaldet, die Hochflächen sowie Senken und Tallagen sind offen und werden von Magerwiesen, Wacholderheiden, Magerrasen und in geringerem Umfang auch von Äckern geprägt.

## Geschichte
Bereits vor Inkrafttreten der Schutzgebietsverordnung standen zahlreiche Flächen im heutigen Schutzgebiet unter Landschaftsschutz. Die älteste Landschaftsschutz-Verordnung stammte aus dem Jahr 1939 und bezog sich auf den Plettenberg bei Dotternhausen. Das Landschaftsschutzgebiet „Großer Heuberg“ wurde bereits 1969 durch das Landratsamt Balingen einstweilig sichergestellt.
Seit der Ausweisung im Jahre 1984 wurde das Landschaftsschutzgebiet mehrfach verkleinert. Grund dafür waren die Ausweisungen mehrerer Naturschutzgebiete, die zu einer Verkleinerung von insgesamt 342 Hektar geführt haben. Zudem wurden die Innengrenzen in den Jahren 2003 und 2004 angepasst. Zuletzt wurde der Plettenberg-Steinbruch aus dem Landschaftsschutzgebiet herausgenommen.

## Zusammenhängende Schutzgebiete
In das Landschaftsschutzgebiet sind mehrere Naturschutzgebiete eingebettet. Das FFH-Gebiet Östlicher Großer Heuberg liegt zu einem großen Teil im Landschaftsschutzgebiet. Einige Teilbereiche des Landschaftsschutzgebietes gehören zum Vogelschutzgebiet Südwestalb und Oberes Donautal.
Das Landschaftsschutzgebiet Großer Heuberg grenzt unmittelbar an die Landschaftsschutzgebiete Bäratal, Landschaftsteile der Markung Roßwangen und Albstadt-Bitz an.